# Cantó de Fontenay-le-Comte
Fontenay-le-Comte és un cantó francès al districte de Fontenay-le-Comte del departament de la Vendée. Inclou onze municipis: Auzay, Chaix, Fontaines, Fontenay-le-Comte, Le Langon, Longèves, Montreuil, L'Orbrie, Pissotte, Le Poiré-sur-Velluire i Velluire. La capital és Fontenay-le-Comte.
| Data d'elecció                           | Identitat           | Partit                    | Qualitat |
| ---------------------------------------- | ------------------- | ------------------------- | -------- |
| 1945-1951                                | M. Vigneaux         | radical                   |          |
| 1951-1964                                | Marceau Breteau     | Divers droite             |          |
| 1964-1982                                | André Forens        | UNR, després app. RPR     |          |
| 1982-1988                                | Gérard Sorin        | UDF-radical               |          |
| 1988-2001                                | Jean-Claude Remaud  | app. PS                   |          |
| 2001-2008                                | Simon Gerzeau       | Divers droite             |          |
| 2008-                                    | Marie-Jo Chatevaire | Divers droite, després NC |          |
| les dades anteriors no són pas conegudes |                     |                           |          |
|                                          |                     |                           |          |

| A partir de 1990: població sense dobles comptes |